# KTO Rosomak
KTO Rosomak (від пол. Kołowy Transporter Opancerzony Rosomak; укр. «Колісний бронетранспортер Росомаха») — польський чотиривісний бронетранспортер, розроблений підприємством Rosomak S.A.. Машина є ліцензійною копією БТР Patria.

## Історія
У грудні 2002 польське Міністерство національної оборони підписало контракт на закупівлю 690 БТР Patria AMV, які були виготовлені у Польщі. Головними конкурентами AMV були MOWAG Piranha та Steyr Pandur. Замовлення було розділено на дві частини: 313 БМП та 377 транспортних/спеціальних машин. У жовтні 2013 р. замовлення було збільшено до 997 з поставками у період з 2014 по 2019.
Назву Rosomak  було обрано за допомогою конкурсу який було організовано у журналі Nowa Technika Wojskowa. Rosomak повинен замінити застарілі OT-64 SKOT і частково BWP-1 які перебували на озброєнні сухопутних військ Польщі.

## Опис конструкції
Rosomak має класичне компонування для сучасних бойових машин: моторно-трансмісійне відділення та відділення управління розташоване в носовій частині, бойове відділення — в середній частині корпусу, а десантне відділення — в кормі. Машина має екіпаж із трьох військовослужбовців.
Найбільш популярною конструкцією зараз є самонесуча система, з встановленим на корпус машини шасі. Конструктори з компанії Patria використали не таку поширену конструкційну систему. Рама Rosomak виконує роль баласту та забезпечує жорсткість конструкції. Конструкція рами дозволяє легко змінювати конструкцію кузова під час ремонтів або модифікацій, і збільшення захисту екіпажу від вибухів мін. Але суттєвим мінусом є збільшення ваги машини. Для можливості транспортування літаками C-130 і для безпечного плавання деякі сталеві елементи були замінені на алюмінієві. Зменшення ваги дозволило також бронювання від набоїв калібру 14,5 мм спереду та від набоїв калібру 7,62 мм з боків та корми. Броня складається з двох шарів, основної сталевої завтовшки 8 мм і зовнішньої, яка встановлена на основну броню. Зовнішня броня може мати різний супротив і може мати різну вагу в залежності від вимог клієнтів. Обидва шари розділені один від одного кількома міліметрами порожнини, яка може бути заповнена піною, що збільшує водотоннажність машини.
Машину розробляли відповідно до обмеженого фізичного поля, вона мала систему охолодження вихлопів і відповідний вигин броні, для зменшення ефективної поверхні відбиття. Машина має 8 коліс розміру 14.00 R20, які мають центральну систему регулювання тиску у шинах. Всі колеса мають незалежну підвіску, що дозволяє змінювати кліренс від +200 мм до –250 мм. Rosomak має класичну схему розташування екіпажу: спереду ліворуч місце механіка-водія, у якого є дисплей з виводом зображення з однієї з трьох камер (дві камери спрямовані вперед і одна назад). Для водіння машини вночі водій має пасивний пристрій нічного бачення PNK-72 Radomka. Праворуч знаходиться рушійна система. За водієм і двигуном розташований транспортний відсік, сполучений з місцем водія широким коридором. Машина може перевозити 8 солдатів у повній екіпіровці, які сидять по бортах обличчям один до одного. Посадка і висадка відбуваються через кормові двері або через два люки у даху. Хвилерізи мають автоматичну систему складання і можуть бути прибрані без виходу екіпажу на зовні.

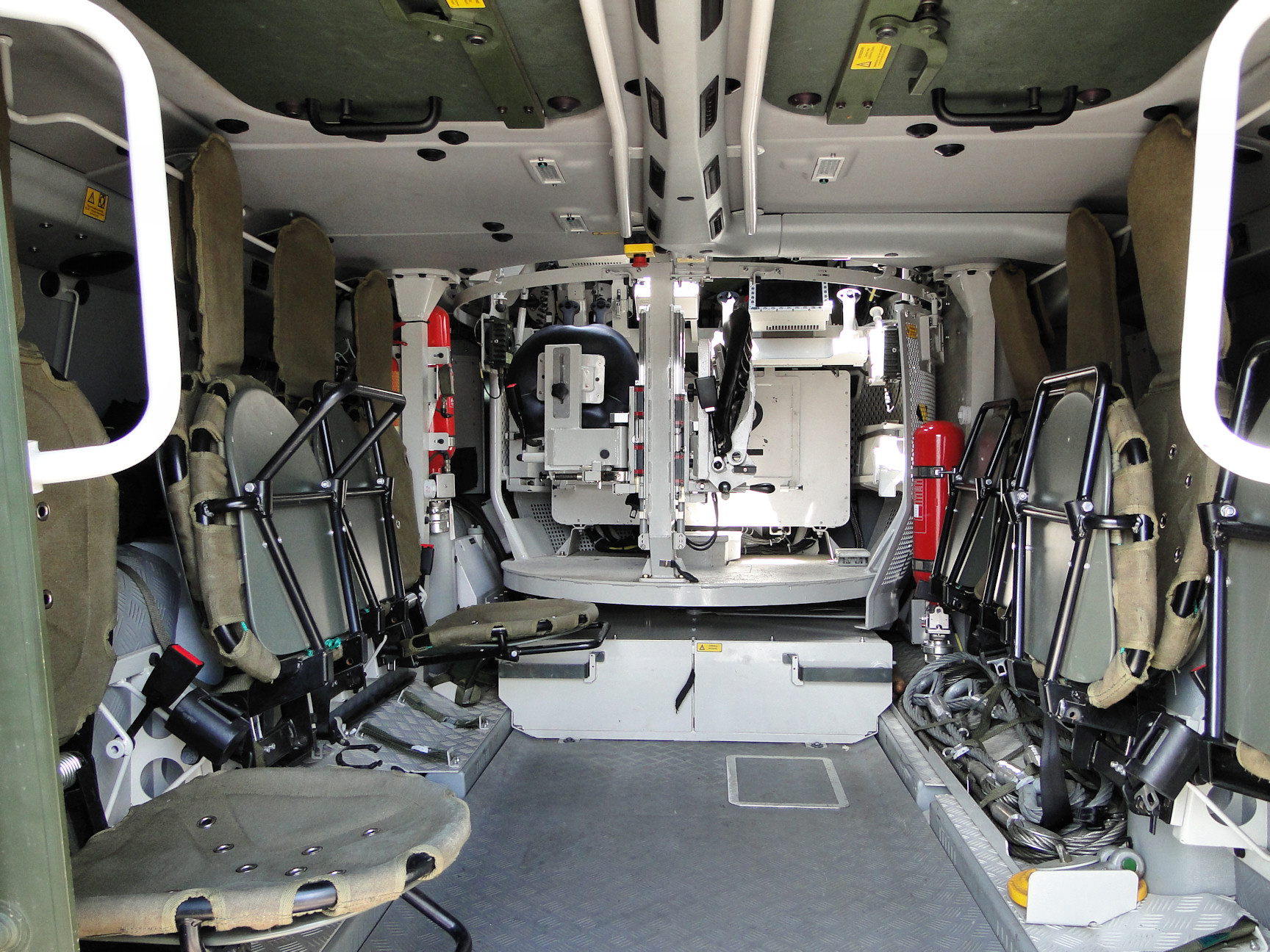
Десантний відділ KTO Rosomak.
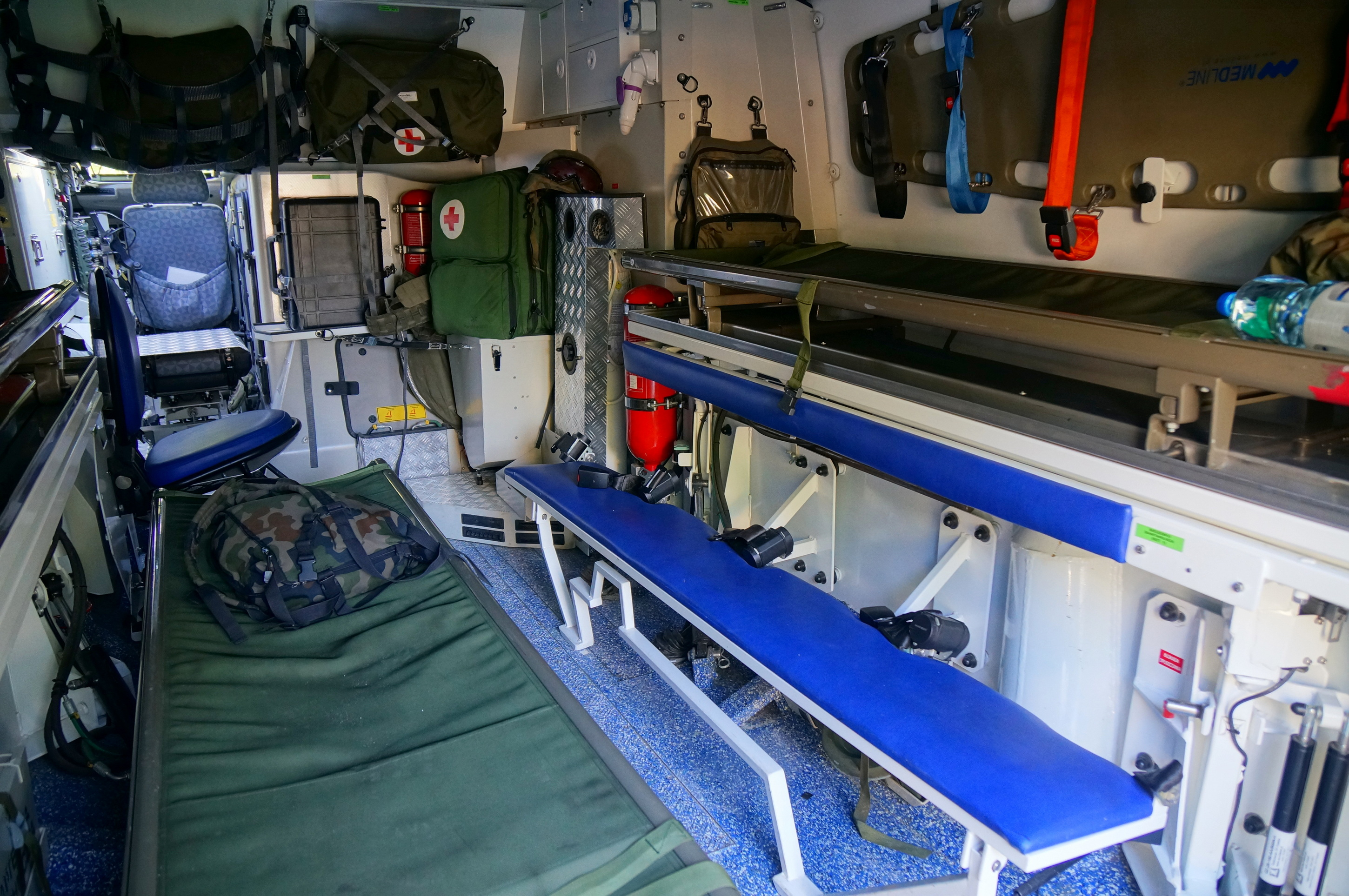
Евакуаційний відділ версії WEM.
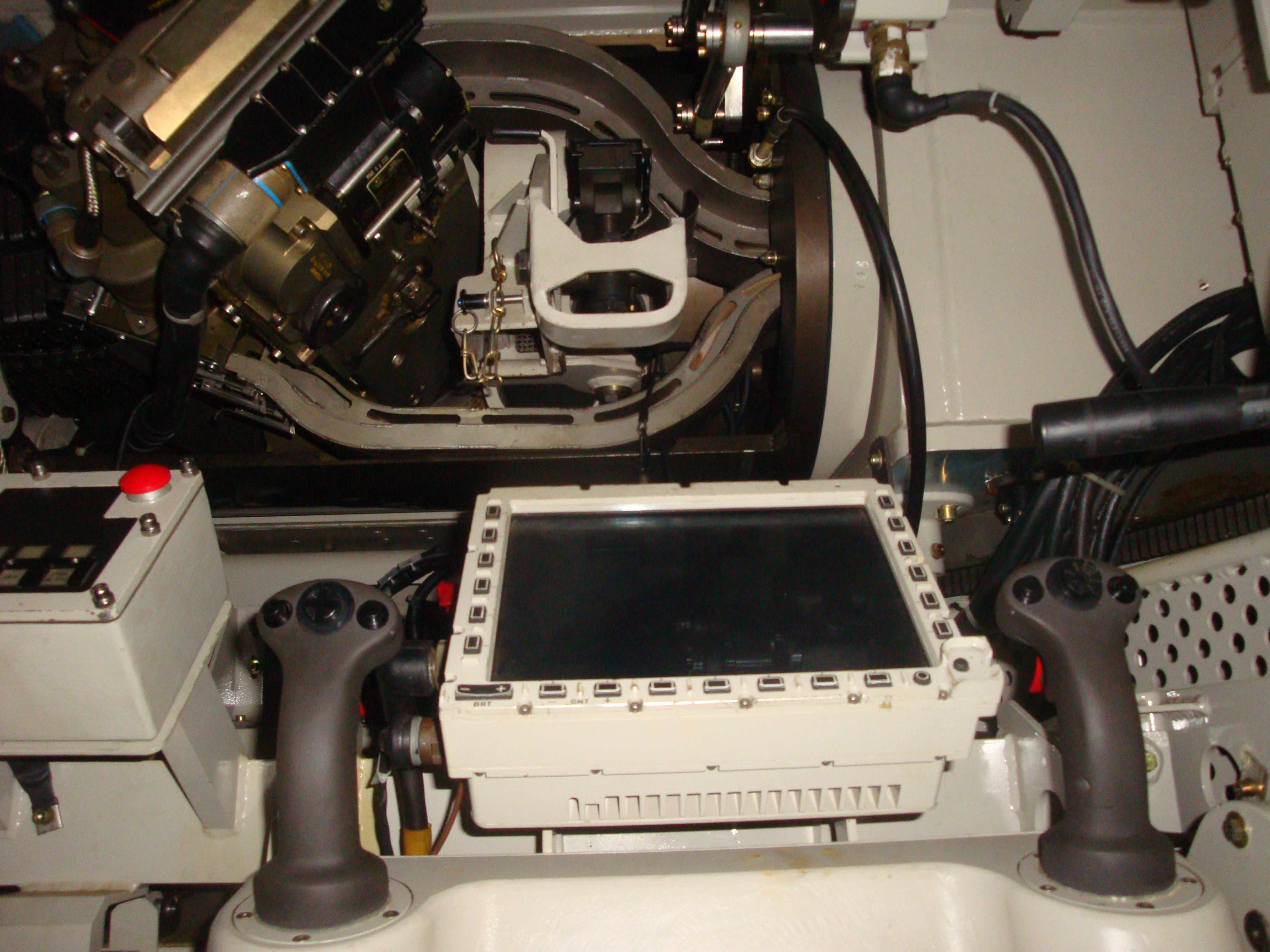
Місце навідника.
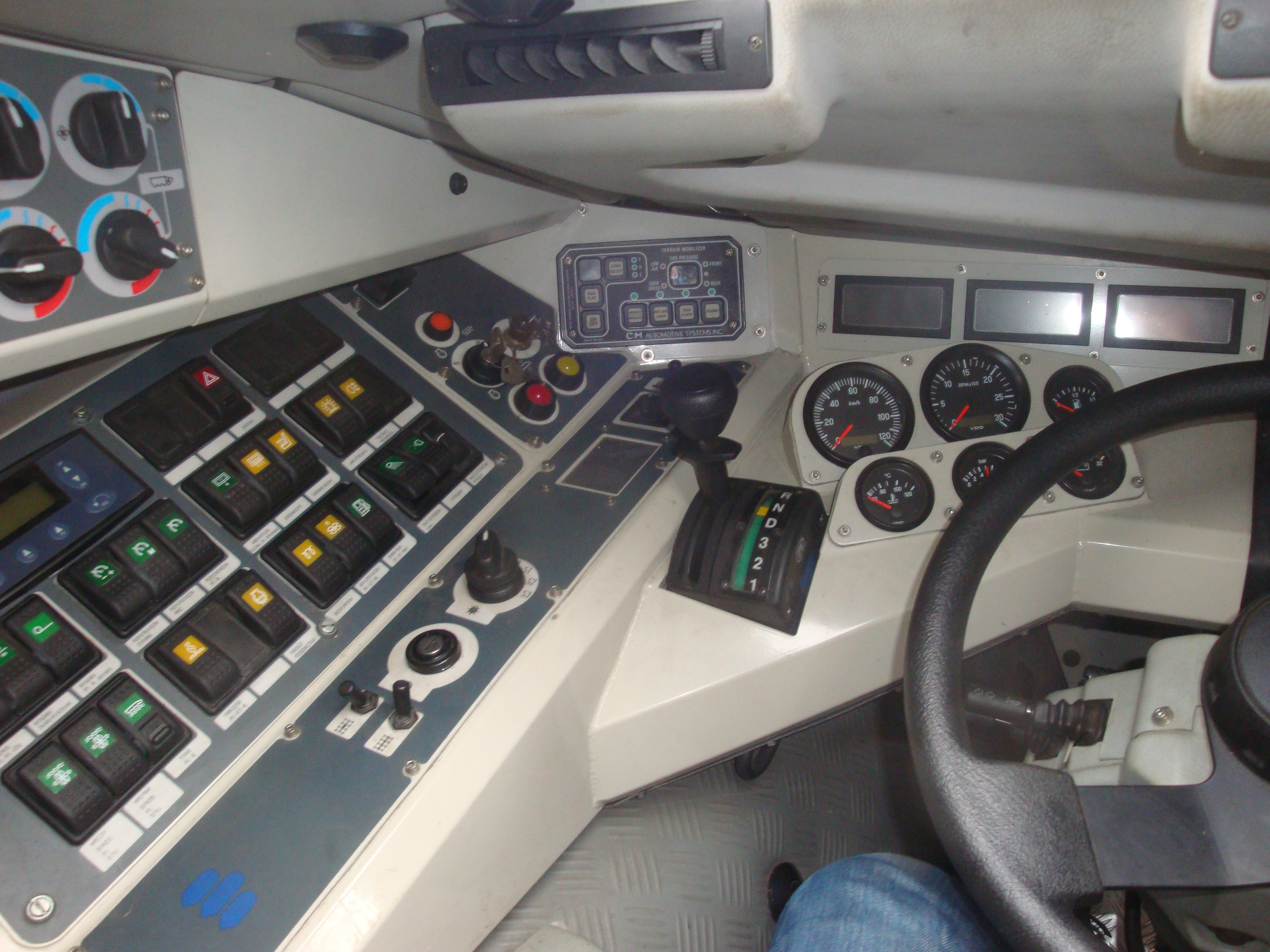
Місце механіка-водія.

### Рушійна система
Rosomak має 6-ти циліндровий дизельний двигун з турбонаддувом Scania D1 12 56A03 PE, з максимальною потужністю 360 кВт/2100 обертів за хвилину і постійною потужністю 294 кВт/2100 обертів за хвилину. Двигун об'ємом у 11,7 л має водяне охолодження. Двигун поєднано з автоматичною коробкою передач ZF 7HP 902S Ecomat з 7 передачами вперед і однією назад.

### Бойовий модуль Hitfist-30P
Бойовий модуль розроблений італійською компанією OTO Melara, має корпус зі сплаву алюмінію, з бронеплитами та композитними матеріалами. Через це вага башти без обладнання складає 2300 кг. Башта з обладнанням, двома членами екіпажу та боєкомплектом важить 2850 кг. Її висота становить лише 59,5 см, що досягається наявністю 9 оглядових перископів які приховуються до корпусу при перевезенні літаком.
У башті розташована система керування вогнем, яка має денний-нічний приціл DNRS-288 компанії Kolsman і телевізійні камери II покоління TILDE FC розроблені Galileo Avionica. Польський Промисловий Оптичний Центр (ППОЦ) отримає права та технології для виробництва обох елементів системи керування вогнем.
У машинах також можливе встановлення польських систем самозахисту та попередження SSP-1 Obra-3 розробки ППОЦ, які можуть працювати з 6 димовими гранатометами. Два члени екіпажу будуть мати два 10 дюймових екрани: один для роботи з системою керування вогнем, а другий для роботи з системою бойового управління яка розроблена компанією WB Electronics. Є також два руків'я для кермування і управління зброєю.
Серед інших систем є пасивна система спостереження POD-72 Radomka (від ППОЦ), система безпечного огляду UOW Pandora, система автоматичного виявлення забруднень CHERDES і внутрішня система зв'язку FONET.
Основним озброєнням бойового модулю є 30 мм гармата Mk44 Bushmaster II з системою стабілізації і кулемет калібру 7,62 мм UKM-2000C. Боєкомплект знаходиться у двох сховищах для 30 мм снарядів та 700 набоїв калібру 7,62 мм. 96 машин з баштою Hitfist-30P будуть озброєні протитанковими ракетами Spike-LR.

## Варіанти
На шасі Rosomak була створена машина вогневої підтримки WWO Wilk.

### Варіанти на озброєнні польських військових
- Rosomak — Бойова машина піхоти, варіант із баштою Oto Melara Hitfist-30P з 30-мм автоматичною гарматою з ланцюговим приводом ATK Mk 44 та кулеметом калібру 7.62 мм NATO UKM-2000C. Башта має сучасну систему керування вогнем з прицілом нічного бачення і систему лазерного попередження Obra яка підключена до шести 81 мм димових гранатометів 902A ZM Dezamet. Варіант бойової машини піхоти модифікований для війни у Афганістані отримав назву Rosomak-M1M, він був оснащений додатковою сталево-композитною бронею, встановлено покращені засоби зв'язку, дротові фрези перед водієм і командирським люком, відео камери які передають зображення з тилу і боків на два LCD дисплею у десантному відсіку, систему визначення напряму пострілу Pilar. Через додаткову броню дана машина не може плавати і тому не має гвинтів. Пізніше цей варіант було оновлено до стандарту M1M. Найбільш помітною зміною є наявність QinetiQ RPGNet протиракетної сітки і нового «піщаного» камуфляжу. Іншими змінами є встановлення системи захисту від саморобної вибухівки Duke і системи Blue Force Tracking BMS (системи запозичені у армії США). Усі старі («зелені») Rosomak стандарту M1 також отримали протиракетні решітки.
- Rosomak-M2 і M3 — Бронетранспортер модифікований для участі у війні у Афганістані оснащений таким самим обладнанням (в тому числі додаткова броня) як і варіант M1. Основною відмінністю є наявність відкритої башти OSS-D з 40 мм гранатометом Mk-19 або 12,7 мм великокаліберним кулеметом NSW/WKM-B.
- Rosomak-S — Бронетранспортер для двох протитанкових підрозділів оснащених ПТКР Spike.
- Rosomak-WEM — (WEM від Wóz Ewakuacji Medycznej — пол. Медично-евакуаційна машина) — броньована санітарна машина з екіпажем з 3 осіб, здатна перевозити 3 поранених солдат на ношах і чотирьох поранених сидячі. Варіант WEM-M для Афганістану був обладнаний додатковою бронею і решіткою RPGNet як і на варіанті M1M.
- Rosomak-WRT — (WRT від Wóz Rozpoznania Technicznego — пол. Технічно-розвідувальна машина)
- Rosomak-WSRiD — (WSRiD від Wielosensorowy System Rozpoznania i Dozoru — пол. Мультисенсорна система розвідки та нагляду)
- Rosomak-Rak —  самохідний міномет калібру 120 мм, перша поставка відбулася у липні 2017[4].
- Rosomak-NJ — (NJ fвід Nauka Jazdy — пол. Автошкола)

### Rak

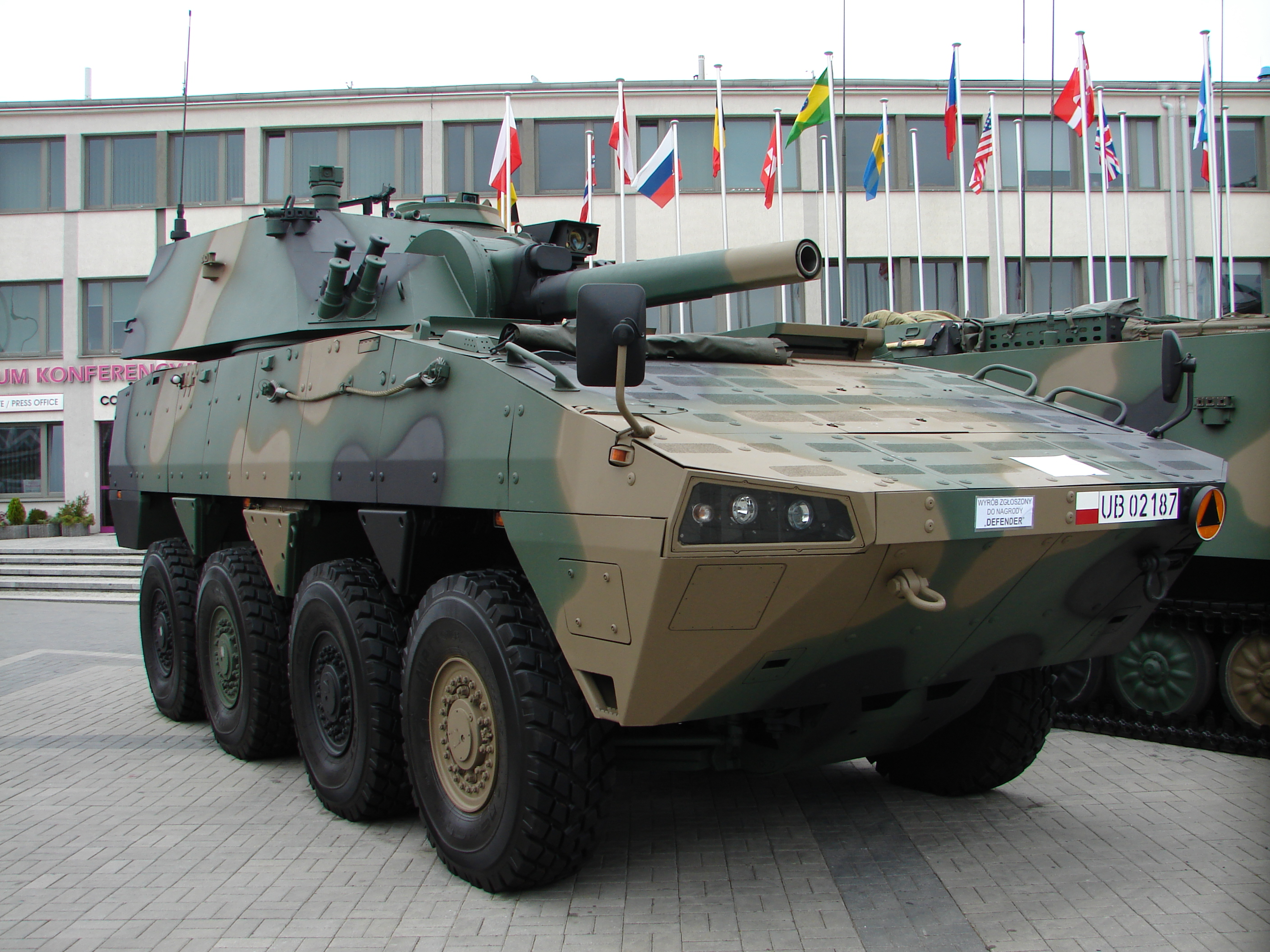
Самохідний міномет Rak на колісному шасі БТР Rosomak, 2011 рік

Rak — самохідний міномет калібру 120 мм, здатний вражати цілі на відстані до 12 км та вести вогонь в режимі англ. Multiple Rounds Simultaneous Impact. Разом із транспортом міномету до складу системи входить машина артилерійської розвідки та управління вогнем також на шасі Rosomak. Крім того, в складі системи буде машина електронної діагностики і ремонту на шасі Jelcz 662.35.
Міномет у складі системи M120K Rak також здатен вести вогонь прямим наведенням.
- Rosomak-AWD — (AWD від Artyleryjski Wóz Dowodzenia — пол. Артилерійська командна машина) — командна машина для системи мінометної роти «Рак».

## Допоміжні машини

### CKPEiRT
Евакуаційно-рятувальний автомобіль був побудований на базі шасі автомобіля SCANIA CB колісної формули 8×8, відповідно до тактико-технічних вимог, розроблених військовими. Його основною метою є евакуація пошкоджених бойових та спеціалізованих машин на базі БТР «Росомак» або версії БРДМ-2 та їх наступників, що досі знаходяться на озброєнні польської армії.
CKPEiRT має загальну вагу автомобіля 36 тон і здатність буксирувати інші машини вагою до 26 тон. Автомобіль завдовжки 11830 мм, 2550 мм завширшки і висотою 3370 мм. Розвиває максимальну швидкість на твердій дорозі до 90 км/год, запас ходу, залежно від обставин, від 450 до понад 650 км. Після додаткової підготовки здатен долати брід глибиною до 1200 мм (без підготовки — до 800 мм). Оснащений центральною системою накачування шин (з системою run-flat), двома чотиримісними 81-мм димовими гранатометами, стабілізуючими опорами та електрогенератором.
Рівень балістичного та протимінного захисту кабіни екіпажу з чотирьох осіб дорівнює II згідно з STANAG 4569 A/B. Спеціальний кузов включає підйомно-буксирувальний пристрій з гідравлічним приводом (для підйому та закріплення буксируваних транспортних засобів) та рятувальне обладнання. Двосекційний гідравлічний кран з максимальним вильотом 10,25 метра та мінімальною довжиною 1,7 м здатний піднімати вантажі відповідно 3900 кг та 16000 кг.
Гідравлічне лезо, встановлене спереду, служить для вирівнення дороги або як додатковий елемент стабілізації під час роботи крана. Дві гідравлічні лебідки — основна та допоміжна — служать для самоевакуації та евакуації пошкоджених транспортних засобів. Перша може випустити трос довжиною 75 метрів вперед і ззаду автомобіля, а його буксирна потужність становить 240 кН. Допоміжний трос має довжину 220 метрів і має буксирувальну здатність 20 кН. Крім того, транспортний засіб був оснащений рятувальним обладнанням, призначеним для здійснення дій у випадку дорожньо-транспортних пригод вдень та вночі.

## Порівняльні характеристики
|  | Україна БТР-4Е | Україна БТР-3Е1 | Росія БТР-82А | Німеччина GTK Boxer | Франція VBCI | Фінляндія/ Польща Patria AMV/KTO Rosomak |
|  | -------------- | --------------- | ------------- | ------------------- | ------------ | ---------------------------------------- |

| Зовнішній вигляд                       |                       |                       |                 |                                        |             |                                     |
| Рік прийняття на озброєння             | 2011                  | 2011                  | 2011            | 2011                                   | 2008        | 2003                                |
| Бойова маса, т                         | ~20,0                 | 16,5                  | 15,4            | 33,0                                   | 25,6        | 17,0-27,0                           |
| Екіпаж                                 | 3                     | 2                     | 3               | 3                                      | 3           | 2-3                                 |
| Десант                                 | 8                     | 11                    | 7               | 8                                      | 8           | 8-10                                |
| Захищеність лоба, STANAG 4569 Рівень   | 2                     | н/д                   | н/д             | 6                                      | 4           | 6                                   |
| Захищеність бортів, STANAG 4569 Рівень | 2                     | н/д                   | н/д             | 4                                      | 4           | 4                                   |
| Протимінний захист, STANAG 4569 Рівень | 2                     | н/д                   | немає           | 3b                                     | н/д         | 4                                   |
| Автоматична гармата, мм                | 30                    | 30                    | 30              | 30                                     | 25          | 30 / 100 і 30                       |
| Боєкомплект, пострілів                 | 400                   | 350                   | 300             | н/д                                    | 409         | н/д / 22 і 500                      |
| Швидкострільність, пост./хв            | 330                   | 330                   | 330             | н/д                                    | 400         | н/д / 10 і 330                      |
| ПТРК                                   | ПКР «Бар'єр»          | ПКР «Бар'єр»          | немає           | Spike-LR                               | немає       | Spike-LR/FGM-148 Javelin/Кастет     |
| Кулемети                               | 1 х 7,62-мм КТ        | 1 х 7,62-мм КТ        | 1 х 7,62-мм ПКТ | 1 x 7,62-мм MG3                        | 1 х 7,62-мм | 1 х 7,62-мм UKM-2000C               |
| Додаткове озброєння                    | 1 х 30-мм АСГ КБА-117 | 1 х 30-мм АСГ КБА-117 | немає           | 1 х 40-мм АСГ HK GMG (замість гармати) | немає       | немає                               |
| Потужність двигуна, к. с.              | 500                   | 325                   | 300             | 720                                    | 550         | 480-543                             |
| Питома потужність, к. с./т             | ~25,0                 | 19,7                  | 19,5            | 21,8                                   | 21,5        | 17,8-31,9                           |
| Максимальна швидкість, км/год          | 110                   | 100                   | 100             | 100                                    | 100         | 100                                 |
| Запас ходу по шосе, км                 | 690                   | 600                   | 600             | 1050                                   | 550         | 800                                 |
| Прохідний брід, м                      | плаває                | плаває                | плаває          | 1,2-1,5                                | 1,2         | плаває (без додаткового бронювання) |

|  | Швейцарія/ Канада LAV III(LAV 6) | Австрія Pandur II | США Stryker | Італія Iveco SuperAV | Італія Freccia | Сербія Lazar 3 | Туреччина Pars |
|  | -------------------------------- | ----------------- | ----------- | -------------------- | -------------- | -------------- | -------------- |

| Зовнішній вигляд                       |                  |                |                        |           |             |             |             |
| Рік прийняття на озброєння             | 1999(2016)       | 2007           | 2002                   | 2020      | 2009        | 2017        | 2012        |
| Бойова маса, т                         | 16,95(20,6-28,6) | 22,0           | 16,5-19,5              | 26,0-29,0 | 26,0        | 24,3-28,0   | 16,1-26,0   |
| Екіпаж                                 | 3                | 2              | 2                      | 3         | 3           | 3           | 2-3         |
| Десант                                 | 7(8)             | 12             | 9                      | 11        | 8           | 9           | 9-11        |
| Захищеність лоба, STANAG 4569 Рівень   | 6                | 4              | 6                      | н/д       | 6           | 5           | 4           |
| Захищеність бортів, STANAG 4569 Рівень | 4                | 4              | 4                      | н/д       | 4           | 4           | 4           |
| Протимінний захист, STANAG 4569 Рівень | 3(4+)            | н/д            | 4                      | н/д       | 3a          | 3b          | н/д         |
| Автоматична гармата, мм                | 25               | 30             | 30                     | до 40     | 30          | 30          | 30/40       |
| Боєкомплект, пострілів                 | н/д              | н/д            | 156 (ще 264 в корпусі) | н/д       | н/д         | н/д         | 200         |
| Швидкострільність, пост./хв            | н/д              | н/д            | 200                    | н/д       | н/д         | н/д         | 200         |
| ПТРК                                   | —                | —              | немає                  | н/д       | Spike-LR2   | є           | ZT3 Ingwe   |
| Кулемети                               | 1 х 7,62-мм      | 1 х 7,62-мм    | 1 × 7,62-мм M240C      | н/д       | 2 × 7,62-мм | 1 × 7,62-мм | 1 × 12,7-мм |
| Додаткове озброєння                    | —                | 1 x 30-мм MK44 | немає                  | н/д       | —           | немає       | —           |
| Потужність двигуна, к. с.              | 350(450)         | 435            | 350                    | 500-560   | 720         | 500         | 524-711     |
| Питома потужність, к. с./т             | 20,6(15,7-21,4)  | 19,8           | 17,9-21,2              | 17,2-21,5 | 27,7        | 17,9        | 20,1-24,5   |
| Макс. швидкість, км/год                | 100              | 105            | 100                    | 105       | 110         | 110         | 100-115     |
| Запас ходу по шосе, км                 | 450(600)         | 700            | 500                    | 800       | 800         | 800         | 700-1000    |
| Прохідний брід, м                      | 1,2              | плаває         | 1,2                    | плаває    | 1,5         | н/д         | плаває      |

|  | Туреччина Otokar Arma | Ізраїль Ейтан | Південна Корея K808 White Tiger | Сінгапур Terrex | Японія Тип 96 | КНР ZBL-08 | Тайвань CM-34 |
|  | --------------------- | ------------- | ------------------------------- | --------------- | ------------- | ---------- | ------------- |

| Зовнішній вигляд                       |                                                                             |                                               |             |                                                        |                  |                               |                    |
| Рік прийняття на озброєння             | 2010                                                                        | 2023                                          | 2017        | 2010                                                   | 1996             | 2009                          | н/д                |
| Бойова маса, т                         | 24-28                                                                       | 30,0-35,0                                     | 20,0        | 24,0                                                   | 14,6             | 21,0                          | 22,0               |
| Екіпаж                                 | н/д                                                                         | 3                                             | 2           | 2                                                      | 2                | 3                             | 3                  |
| Десант                                 | н/д                                                                         | 9                                             | 10          | 11                                                     | 8                | 8                             | 6                  |
| Захищеність лоба, STANAG 4569 Рівень   | від 12,7-Рівень 4                                                           | 4                                             | н/д         | 4                                                      | н/д              | від 25-мм бронебійних з 1000м | від 12,7-мм        |
| Захищеність бортів, STANAG 4569 Рівень | н/д                                                                         | 4                                             | н/д         | 4                                                      | н/д              | від 12,7-мм зі 100м           | від 7,62-мм        |
| Протимінний захист, STANAG 4569 Рівень | 4b                                                                          | н/д                                           | н/д         | 5b                                                     | н/д              | н/д                           | 5a                 |
| Автоматична гармата, мм                | 100 і 30                                                                    | 30-40                                         | 30          | 25(30)                                                 | немає            | 30(40)                        | 30                 |
| Боєкомплект, пострілів                 | н/д                                                                         | н/д                                           | н/д         | н/д                                                    | немає            | н/д                           | н/д                |
| Швидкострільність, пост./хв            | 10 і 330                                                                    | н/д                                           | н/д         | 200, або 500                                           | немає            | 330                           | 100/200            |
| ПТРК                                   | є                                                                           | Spike                                         | немає       | немає                                                  | немає            | «HJ-73C»                      | немає              |
| Кулемети                               | 1 × 14,5-мм (замість гармати) / 1 × 12,7-мм (замість гармати) / 1 × 7,62-мм | 1 × 12,7-мм M2, 1 × 7,62-мм (замість гармати) | 1 × 7,62-мм | 1 × 7,62-мм                                            | 1 × 12,7-мм M2HB | 1 × 7,62-мм Тип 86            | 1 × 7,62-мм FN MAG |
| Додаткове озброєння                    | 1 × 40-мм автоматичний гранатомет (замість гармати)                         | немає                                         | немає       | 1 × 40-мм CIS-40 (замість гармати), декілька × 7,62-мм | немає            | —                             | немає              |
| Потужність двигуна, к. с.              | 450                                                                         | 750                                           | 420         | 450                                                    | 360              | 440                           | 450                |
| Питома потужність, к. с./т             | 16,0-18,75                                                                  | 21,4-25,0                                     | 21          | 18,75                                                  | 24,7             | 20,9                          | 20,5               |
| Макс. швидкість, км/год                | 105                                                                         | 90                                            | 100         | 105                                                    | 100              | 100                           | 110                |
| Запас ходу по шосе, км                 | 750                                                                         | 1000                                          | 700-800     | 600                                                    | 500              | 800                           | 800                |
| Прохідний брід, м                      | плаває                                                                      | н/д                                           | плаває      | плаває                                                 | 1,2              | плаває                        | плаває             |

## Бойове застосування

### Війна у Афганістані (2001—2014)

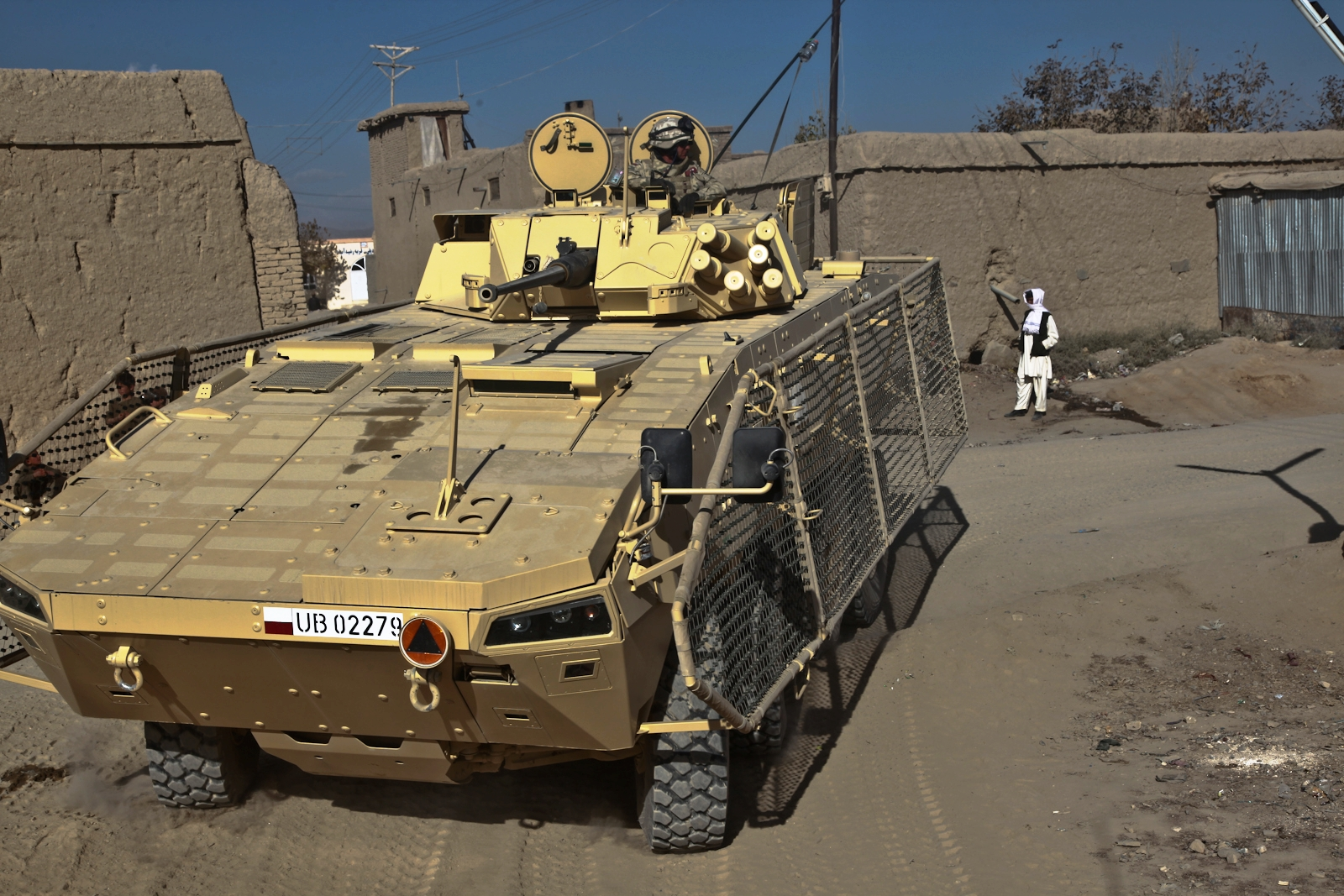
Польській KTO Rosomak у Афганістані

Контингент сухопутних військ Польщі, який входив до складу Міжнародних сил сприяння безпеки, мав на озброєнні 100 машин KTO Rosomak (в тому числі 5 медичних) під час війни у Афганістані. БТРи були оснащені додатковою сталево-композитною бронею.
На початку 2008 польська Rosomak під час несення служби у Афганістані (версія з покращеною бронею) була атакована Талібаном. У машину влучило дві ракети з РПГ-7, але екіпаж зміг вистрілити у відповідь і повернути машину на базу без сторонньої допомоги.
У червні 2008 Rosomak був атакований Талібаном і отримав влучання ракетою з РПГ у фронтальну броню. Броня не була пробита.
У 2009 було повідомлено про першого загиблого солдата у Rosomak, після вибуху саморобного вибухового пристрою під машиною; вибух перевернув машину яка впала на відкриту башту навідника.

### Повномасштабне російське вторгнення в Україну
Відомо, що бронетранспортери Rosomak застосовуються  44-ю окремою механізованою бригадою ЗСУ під час російсько-української війни.
Станом на 23 липня 2025 року редактори Oryx Blog знайшли фото чи відео підтвердження втрати Україною 6 БТР Rosomak: 6 знищено та 1 отримав пошкодження.

## Оператори

### Поточні
- Польща: 600 одиниць різних варіантів Rosomak на озброєнні, станом на 2025 рік[25]
  - 12 Brygada Zmechanizowana (12-та Механізована бригада) — Щецин (другий користувач, екіпажі з III ротації в Афганістані були саме з цього підрозділу).
  - 17 Wielkopolska Brygada Zmechanizowana (17-та Механізована бригада) — Мендзижеч (перший користувач, машини й екіпажі з першої і другої ротації брали участь в Афганістані і Чаді).
- Об'єднані Арабські Емірати
  - 40 БТР Patria вироблені у Польщі[26].
- Україна: 94 одиниці різних варіантів Rosomak на озброєнні, станом на 2025 рік[27].

### Україна
1 квітня 2023 року прем'єр-міністр Польщі Матеуш Моравецький повідомив про замовлення Україною 100 БТР Rosomak. 5 квітня 2023 року Моравецький та президент України Зеленський підписали лист про наміри щодо співпраці в постачанні оборонного обладнання, зокрема, 200 бронетранспортерів Rosomak.

## Галерея

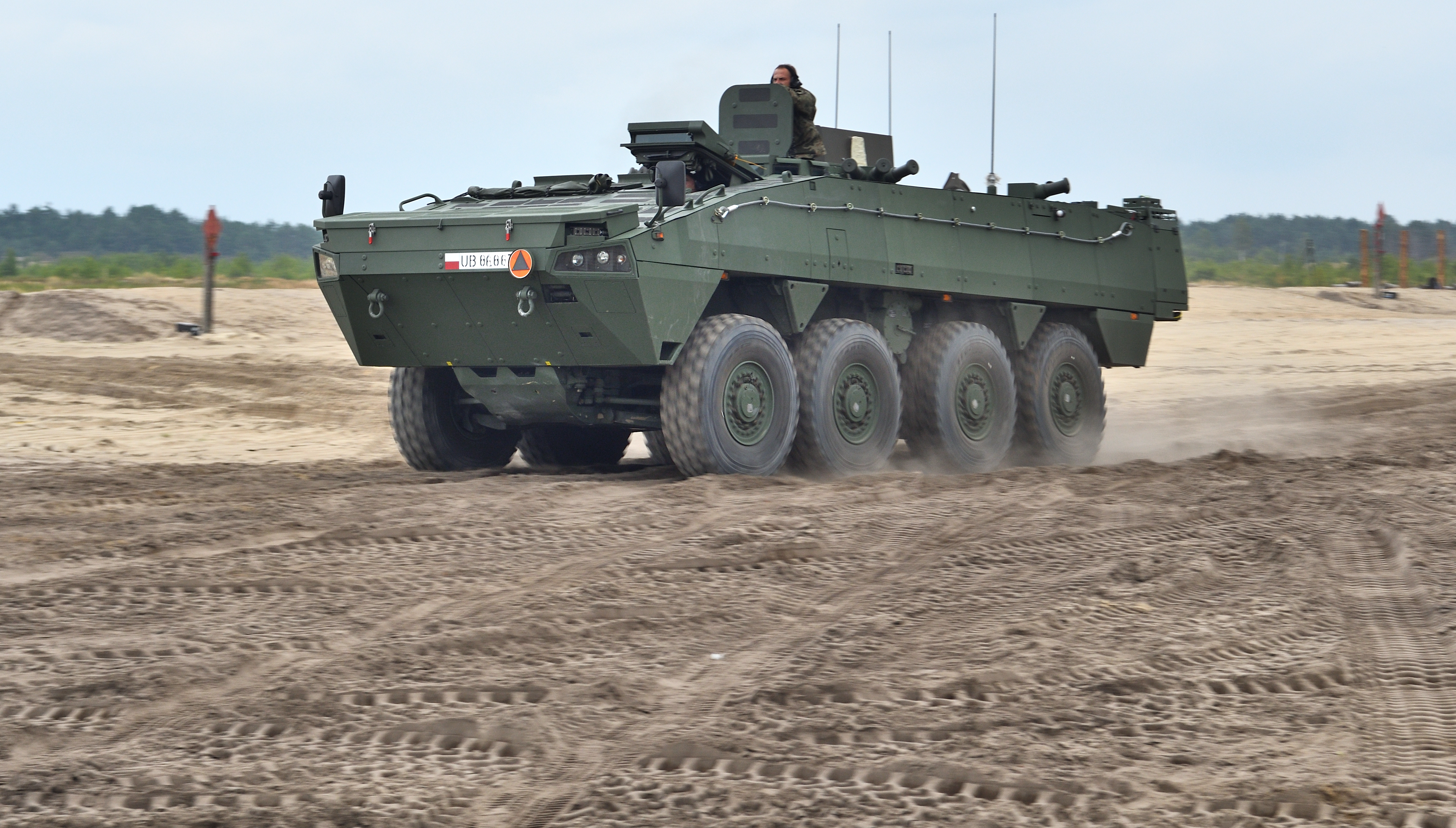
Rosomak-AWD. Командна машина для системи мінометної роти «Рак».
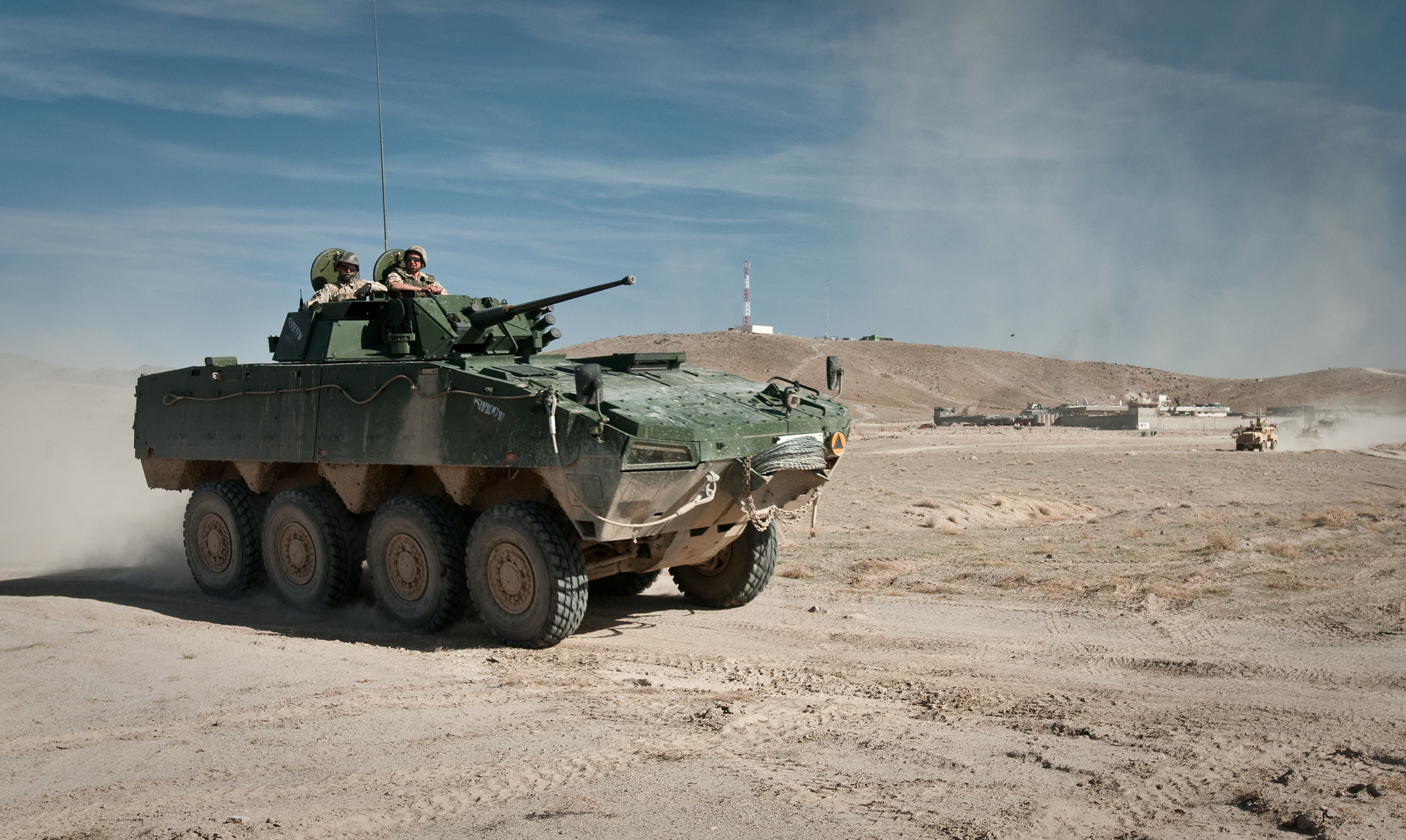
БМП Rosomak-M1 (ранній ISAF-варіант).
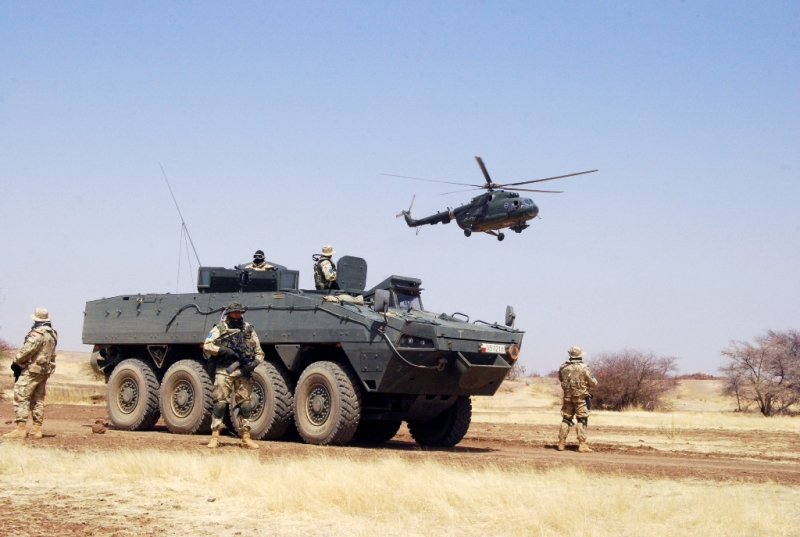
БМП Rosomak-M2, місія Європейського Союзу в Чаді.
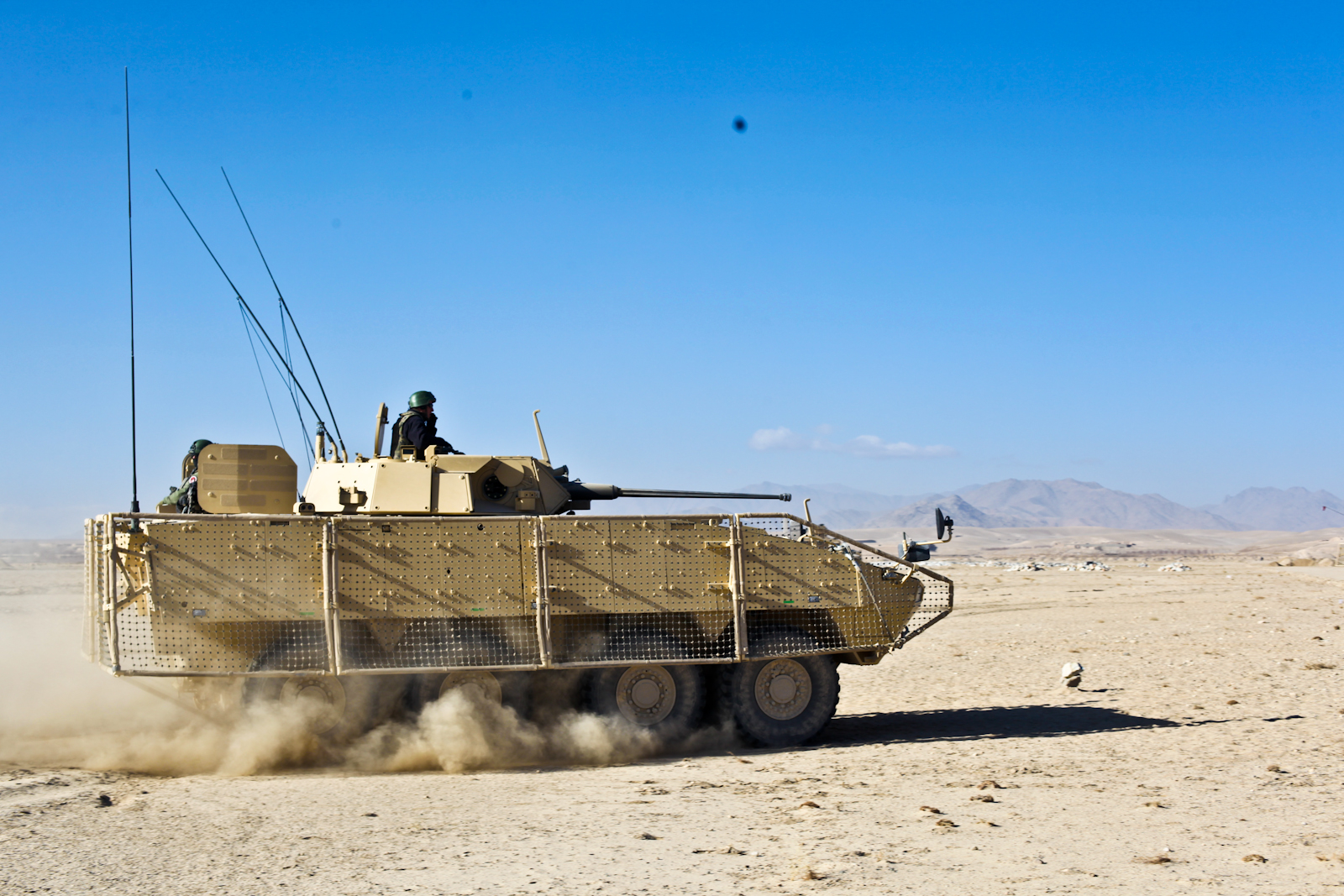
БМП Rosomak польської армії. Газні, Афганістан, січень 2011 року.
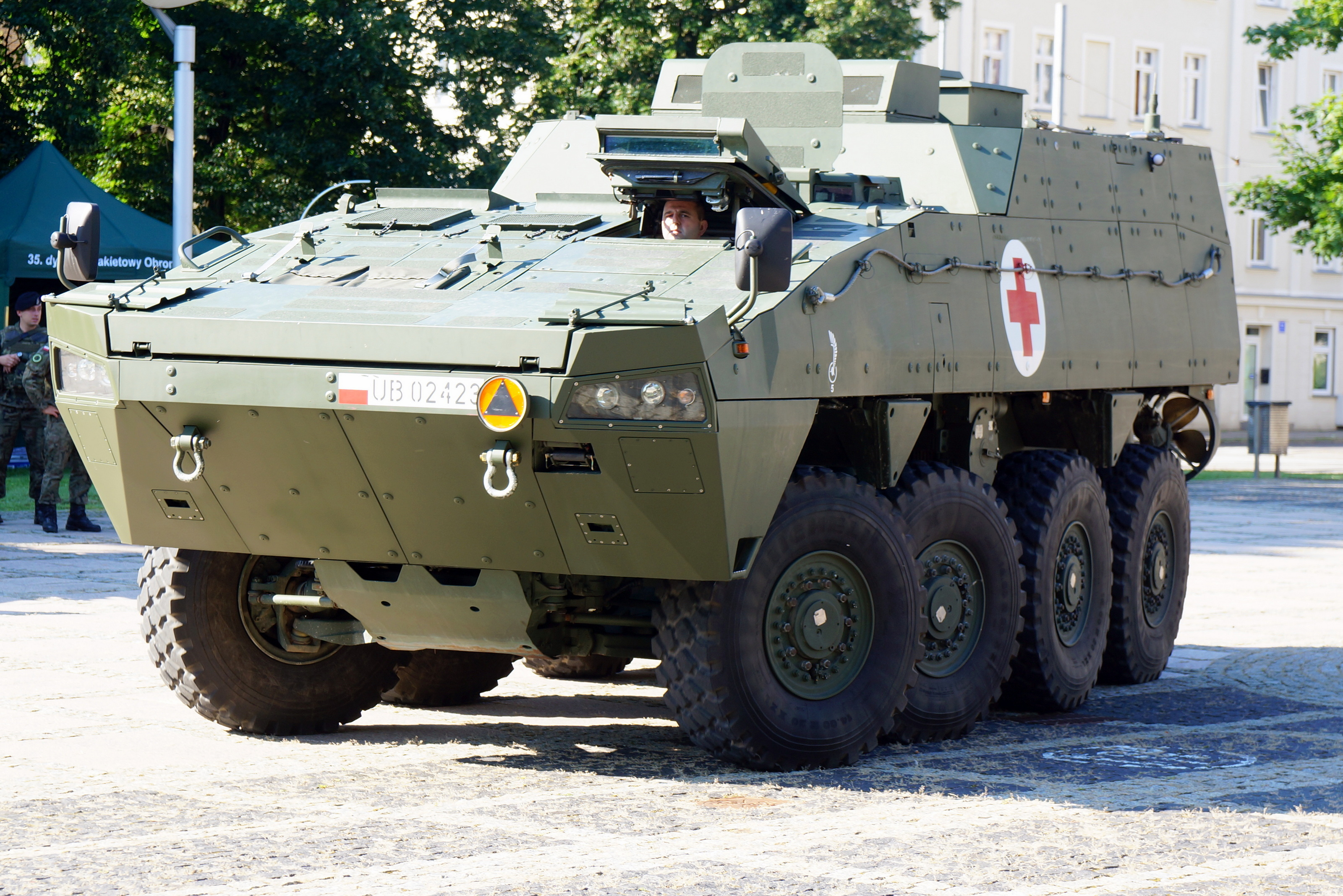
Rosomak-WEM. Броньована медично-евакуаційна машина.
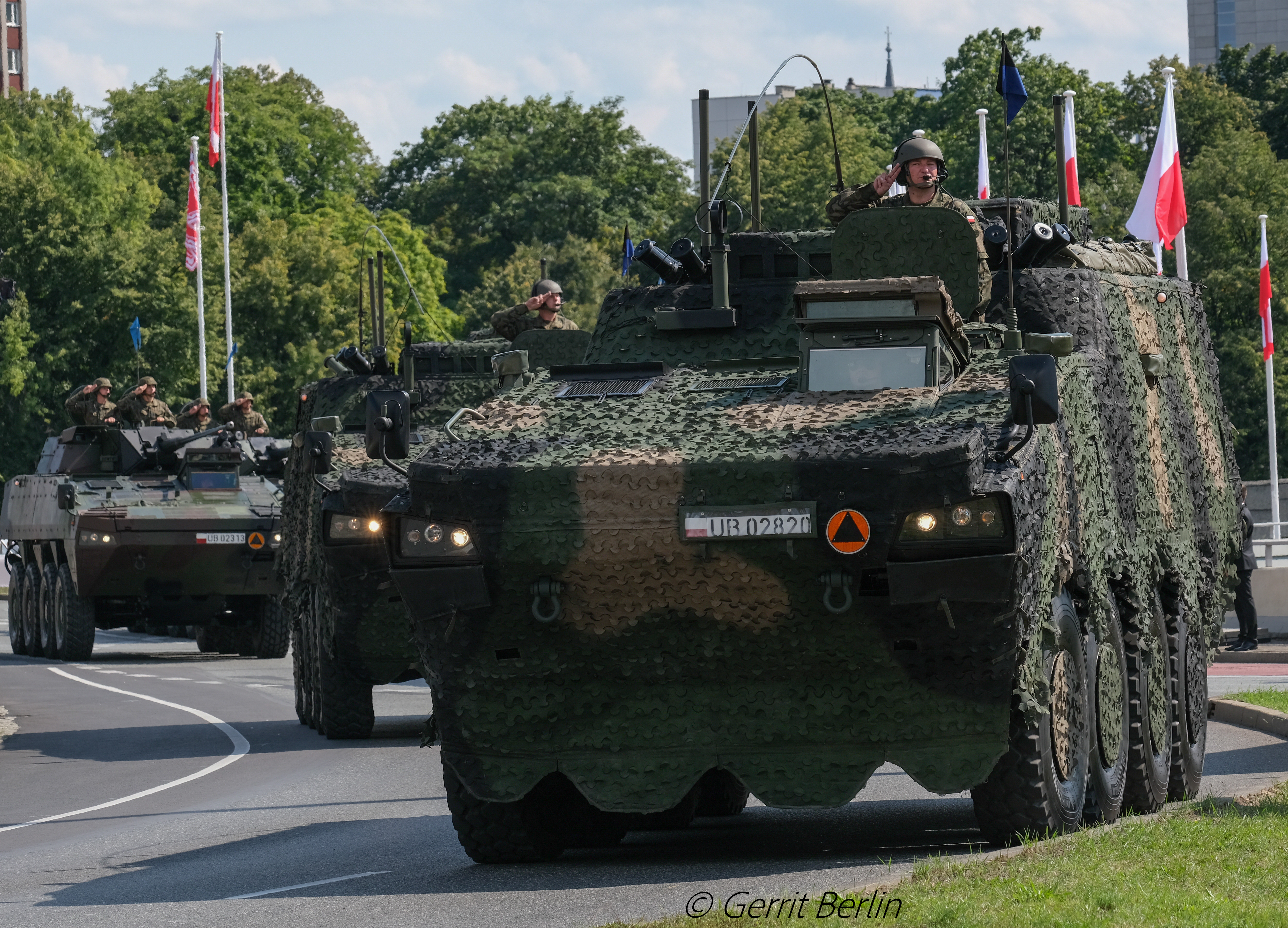
WD Kroton. КШМ для 18-ї механізованої дивізії.
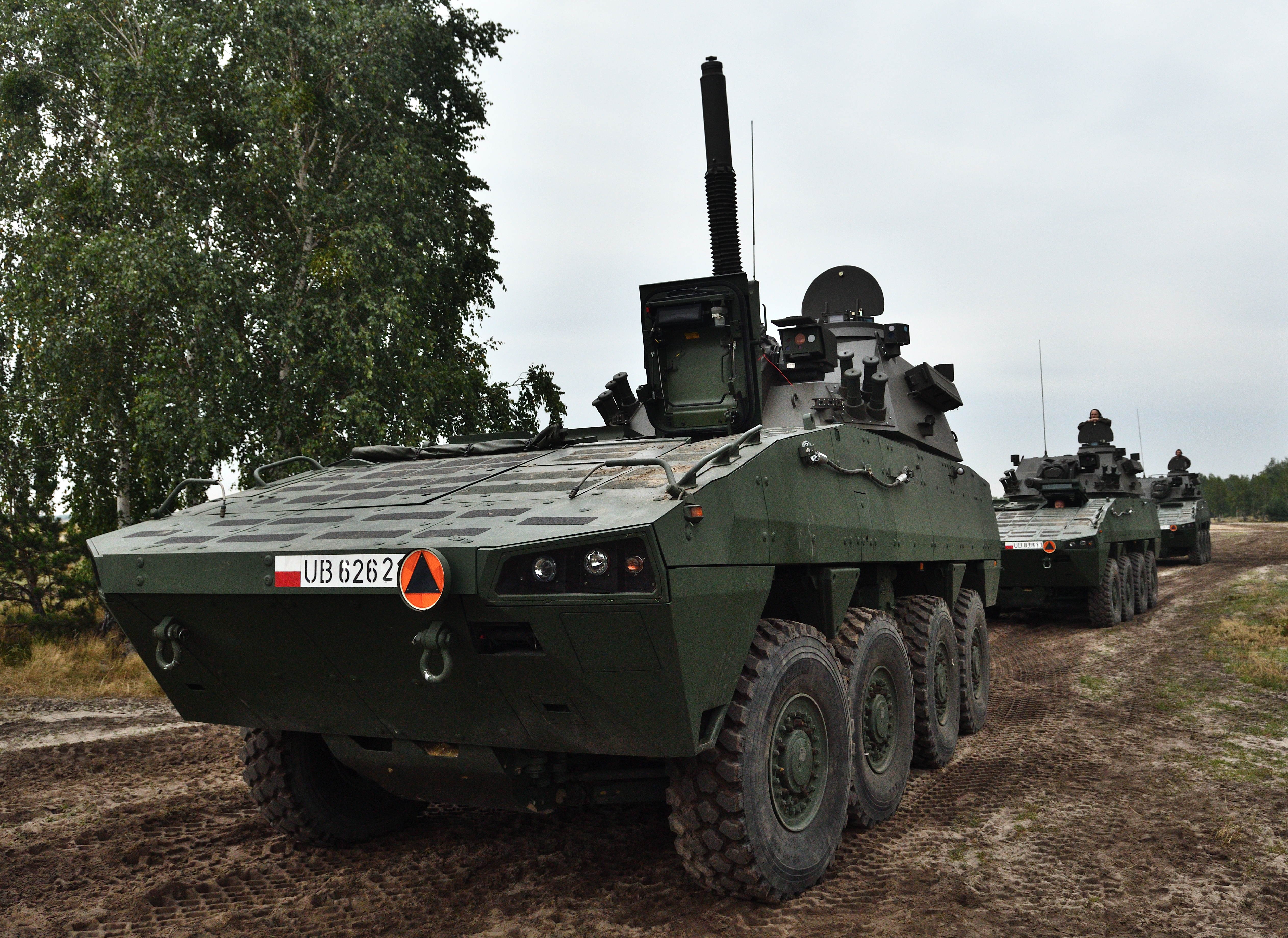
M120K Rak. Самохідний міномет калібру 120 мм.
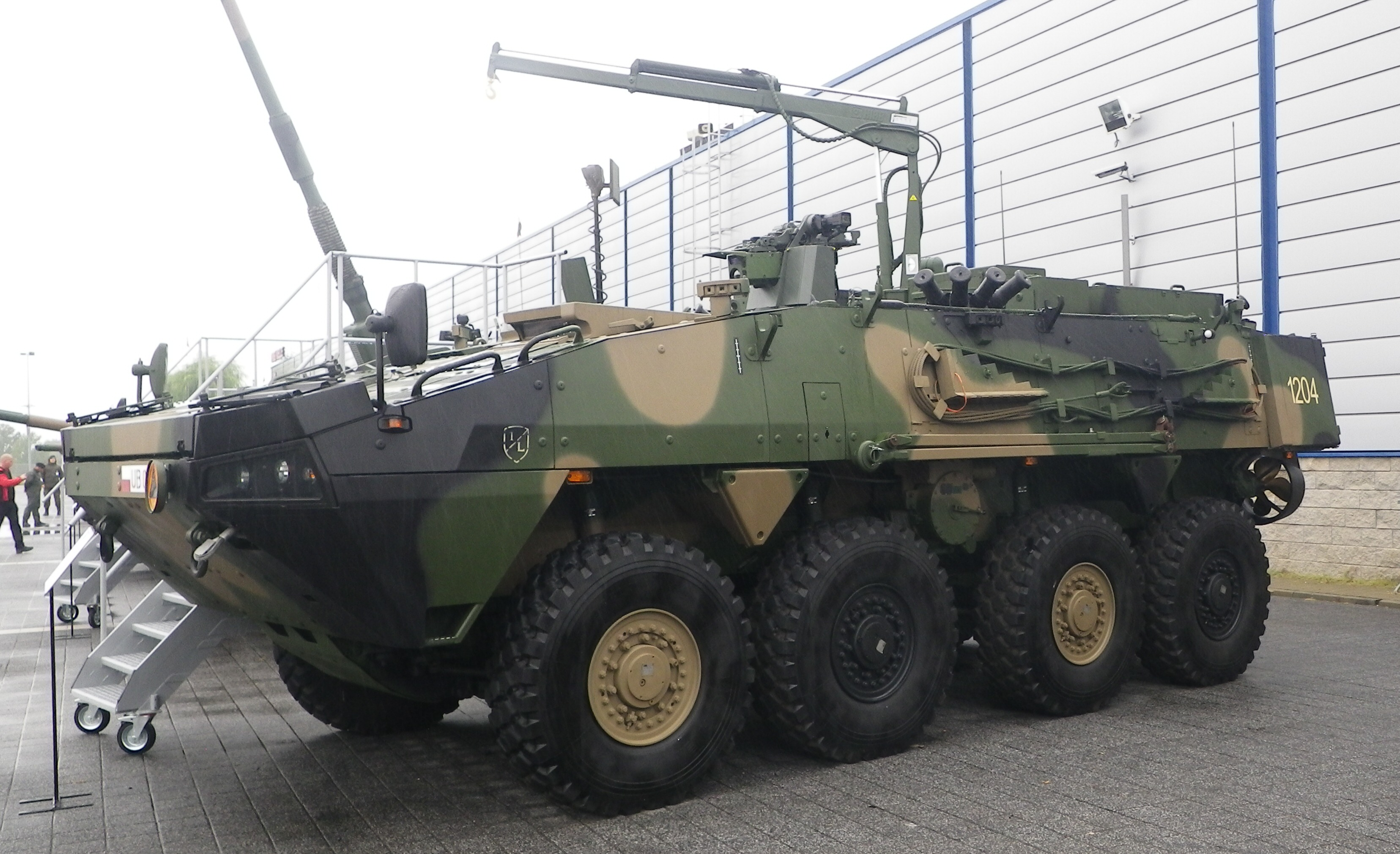
Rosomak-WRT. Технічно-розвідувальна машина.
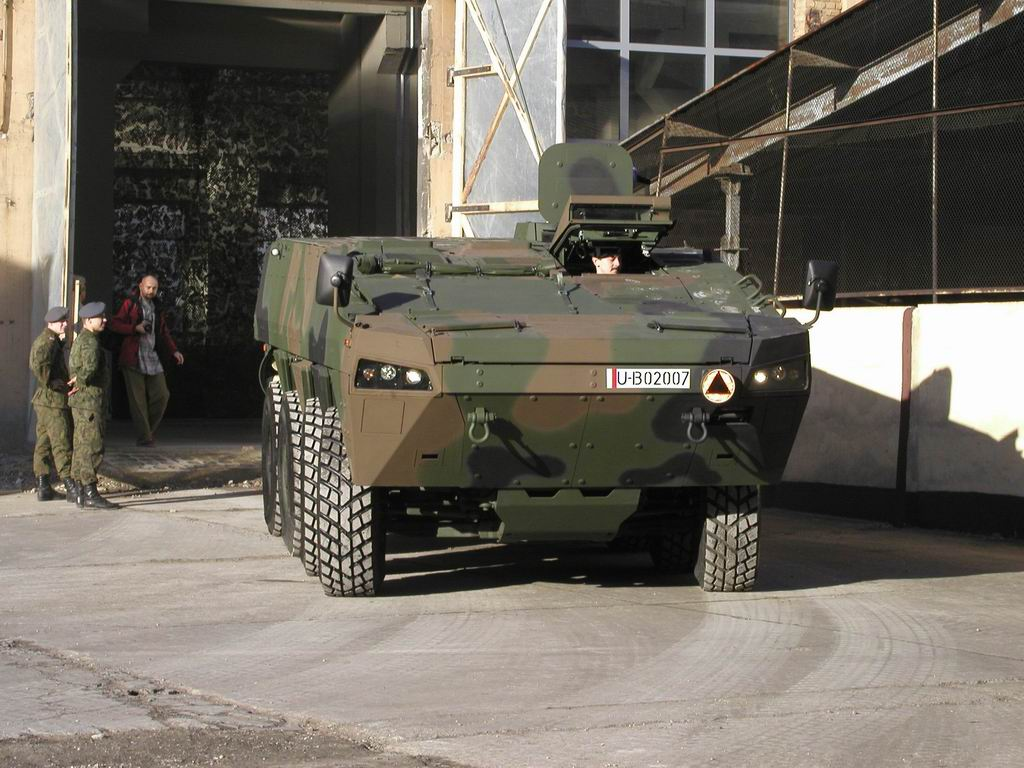
Базова версія БТР Rosomak
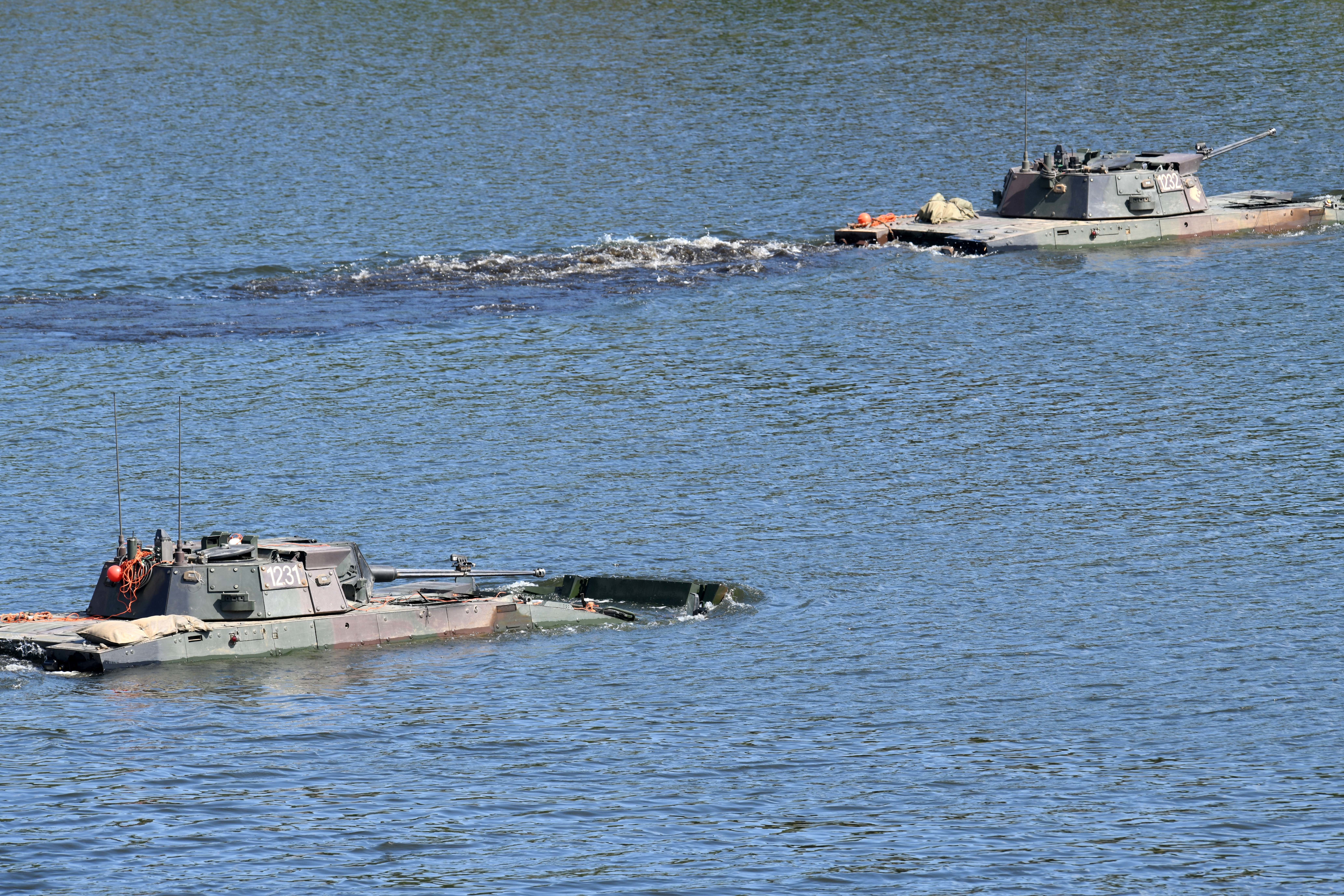
Польські БМП Rosomak долають водну перешкоду під час тренувань, червень 2020 року.
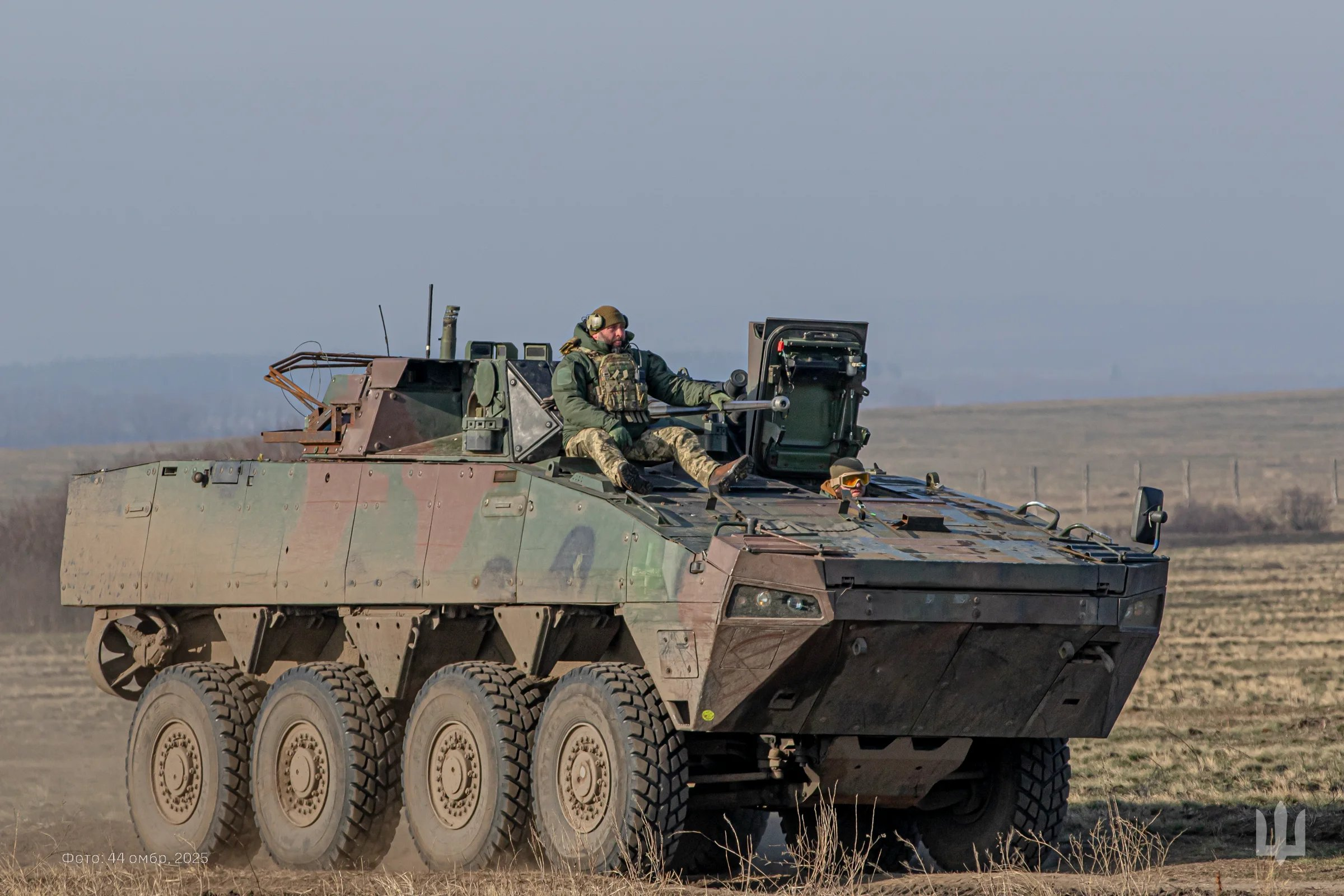
Колісна БМП Rosomak на озброєнні 44 ОМБр. Березень 2025 року.